# Gerundeter geschlossener Zentralvokal
Lautliche und orthographische Realisierung des gerundeten geschlossenen Zentralvokals in verschiedenen Sprachen:
- Schwedisch [⁠ʉ⁠]: u
  - Beispiel: ful [fʉːl] „hässlich“ (anhörenⓘ/?)
- engl. hoof (Huf) [hʉːf] (AuE)
- norweg. gutt (Junge) [gʉt]